# Double Eagle 1933
Mince Double Eagle z roku 1933 je jednou z nejznámějších a nejhodnotnějších mincí světa. Na Double Eagle je pozoruhodné, že ještě před sedmdesáti lety existovalo těchto zlatých mincí téměř půl milionu kusů. Kdyby se dochovaly i ve zlomku takového počtu, už by rozhodně nešlo o světovou raritu.

## Historie mince
První dvacetidolarovou minci vyrobila Mincovna Spojených států amerických v roce 1850. Byla nazvána Double Eagle. Toto dítě kalifornské zlaté horečky bylo hlavní ekonomickou stálicí přes 80 let. Během roku 1907, tedy po padesáti letech používání stejného designu amerického zlatého oběživa, se ukázalo, že jeho vzhled je již zastaralý. Pro návrh nové podoby byl osloven přední americký sochař Augustus Saint-Gaudens. Jeho smělá představa nové dvacetidolarové mince znázorňovala dvě miniaturní plastiky, které jakoby poletovaly na zlatém kotouči.
Znázornění síly a sebevědomé volnosti revitalizovalo americké oběživo a získalo pro Saint-Gaudense nesmrtelnost za zhotovení nejlépe umělecky propracovaného designu v historii amerického oběživa. Propracované reliéfní pojetí se ukázalo být technicky náročné na výrobu pro masový oběh, proto byl vzor doslova zploštěn. Takto pozměněný dvojitý orel Sainta Gaudense zůstal ve výrobě až do začátku roku 1933. 
Mince je raritou díky rozhodnutí Spojených států, které se na pokraji tehdejší světové ekonomické krize rozhodly upustit od zlatých mincí a prakticky všechny Dvojité orly (Double Eagle) nechaly roztavit, aniž by se dostaly z mincovny do oběhu. V roce 1933 se americký prezident Franklin Delano Roosevelt rozhodl ve snaze finanční krizi zabránit veškeré zlaté mince z oběhu stáhnout. Následně nařídil jejich roztavení a uložení v pevnosti Fort Knox. Tomuto nařízení uniklo jen 13 zlatých mincí a staly se z nich, podle některých numismatiků, nejvzácnější mince světa.
Hodnota mincí Double Eagle tedy rapidně vzrostla. Po nějakém čase si filadelfský zlatník Israel Switt všiml stoupající hodnoty mince Double Eagle z r. 1933 a prodal ji texaskému obchodníkovi s mincemi, který ji následně prodal dál egyptskému králi Faroukovi. Farouk byl zaníceným sběratelem mincí, který po minci Double Eaglu z r. 1933 dlouho toužil. Mince byla do Egypta doručena diplomatickou poštou.
Když byl král Farouk roku 1952 sesazen a vyhnán do exilu, královská sbírka mincí se dostala na trh. Mělo se jednat o největší aukci mincí století – 8 500 vzácných zlatých mincí a Double Eagle z r. 1933. Avšak ještě před uspořádáním aukce americké ministerstvo financí požádalo o stažení a návrat mince Double Eagle do Washingtonu. Mince byla na poslední chvíli stažena z prodeje jen proto, aby mohla zmizet.
Dlouho se Američanům nedařilo tento ukradený exemplář vzácné mince získat zpátky. Vystopován byl až v roce 1996, kdy se minci pokoušel prodat nekalý britský obchodník se zlatem, sledovaný americkou tajnou službou. V roce 2002 byl jeden z exemplářů mince Double Eagle 1933 prodán v aukční síni Sotheby’s ve Velké Británii za 7,6 milionů dolarů. Stal se jedinou mincí Double Eagle z r. 1933, která byla americkou vládou schválena k osobnímu vlastnictví.

## Double Eagle v České republice
Tuto numismatickou vzácnost si mohli prohlédnout i nadšenci v České republice. V roce 2012 ji v rámci evropské tour společnost Národní Pokladnice ve spolupráci se svou mateřskou společností Samlerhuset Group přivezla do Prahy. Byla vystavena v nové budově Národního muzea po dobu 48 hodin a vzbudila u veřejnosti mimořádný zájem.
Mince Double Eagle z roku 1933, kterou vlastní Národní muzeum americké historie, se tak stala prvním předmětem, který byl americkým muzeem zapůjčen do Evropy. Mince byla během této evropské tour vystavena v Londýně, Dublinu, Bruselu, Praze, Varšavě, Oslu a Helsinkách.